# ヘンリー・アンガス
ヘンリー・フォーブス・アンガス(Henry Forbes Angus、1891年4月19日 - 1991年9月17日)は、カナダの法律家、学者である。

アンガスはブリティッシュコロンビア州ビクトリアで生まれた。彼は1911年にマギル大学から学士号を取得し、14年にはオックスフォード大学で民法の学士号を得ている。オックスフォードでは民法の分野で卓越した成績をおさめた学生に与えられるビネリアン奨学金も得ている。第一次世界大戦中はインドで従軍し、戦後はふたたびオックスフォード大学で修士号を取得した。ブリティッシュコロンビアにもどってからアンガスは弁護士になった。

1919年にはブリティッシュコロンビア大学の政治学・社会学部で経済学の助教授となり、その後、学部長にもなっている。彼は法曹資格を有する初の専任教員でもあった。1948年から56年に退職するまでアンガスは大学初の大学院研究科長を務めた。

アンガスは1937年から40年まで連邦・州間関係に関する王立委員会のメンバーであった。1949年から51年までは王立運輸委員会のメンバーでもあった。

1941年から45年までの第二次世界大戦中は、アンガスは外務大臣の特別顧問を務めた。彼は大戦中の日系カナダ人強制収容政策に公然と反対した数少ない人物のひとりである。

1955年にはブリティッシュコロンビア州公共事業委員会の議長に任命された。65年にはブリティシュコロンビア州の選挙区割調査委員会の議長を務めた。

1951年から52年まではカナダ王立協会の会長を務めた。

1971年にはカナダ勲章のオフィサーを受勲した。56年には法学の名誉博士をブリティッシュコロンビア大学から授与された。現在、この大学にあるヘンリー・アンガス・ビルは彼を記念して名付けられたものである。